# Ikrianoje
Ikrianoje (ros. Икряное) – wieś w Rosji, w obwodzie astrachańskim, siedziba administracyjna rejonu ikrianinskiego i sielsowietu. W 2010 roku liczyła ok. 10 tys. mieszkańców
Leży ok. 40 km od Astrachania, w delcie Wołgi, na brzegu rzeki Wachtiemir, po obu stronach szosy R215 Astrachań-Koczubiej-Kizlar-Machaczkała. Wieś przecinają rzeczki Ikrianka i Churdun, będące dopływami Wachtiemiru.